# سكوت كون
سكوت كون (بالإنجليزية: Scott Kuhn)‏ هو لاعب كرة قدم أمريكية أمريكي، ولد في 16 أبريل 1986 في برلنغتون في الولايات المتحدة.